# Dragão coreano
O dragão coreano é uma criatura lendária da mitologia e folclore coreanos. Embora geralmente comparável com os dragões chineses na aparência e no significado simbólico, os dragões coreanos têm propriedades culturais específicas que os diferenciam dos dragões em outras culturas. O símbolo do dragão foi usado extensivamente, na mitologia coreana e na antiga arte coreana.

## Origens da lenda
O dragão coreano é derivado do dragão chinês. Considerando que a maioria de dragões na mitologia europeia são relacionados geralmente aos elementos do fogo e da destruição, os dragões na mitologia coreana são vistos na maior parte como seres benevolentes associados à água e à agricultura, considerados frequentemente causadores da chuva e das nuvens. Diz-se que muitos dragões coreanos vivem nos rios, nos lagos, nos oceanos ou mesmo em lagoas profundas dentro das montanhas.
Os dragões chineses têm 5 dedos no pé, dragões coreanos possuem 4 dedos no pé e dragões japoneses 3 dedos no pé. Como com dragões chineses, o número nove é significativo com dragões coreanos.
Os textos antigos mencionam às vezes os dragões falantes como sensíveis, capazes de compreender emoções complexas tais como a devoção, a bondade, e a gratidão. Uma lenda coreana particular fala do grande Rei Munmu, que em seu leito de morte desejou se transformar em um "dragão do mar do leste a fim proteger a Coreia."
Diz-se que o dragão coreano tem determinados traços específicos: não tem asas, apesar de voar, por exemplo, além de ter uma barba longa. É, de várias maneiras, muito similar na aparência aos dragões da mitologia chinesa e japonesa.
Ocasionalmente, um dragão é descrito como carregando uma esfera do dragão conhecida como o Yuh-Yi-Joo (여의주) em uma ou várias de suas garras. Diz-se que quem quer que absorver o Yuh-Yi-Joo estará abençoado com habilidades o(m)nipotentes e de criação, e que somente os dragões bons (aqueles que têm os polegares para prender as esferas) eram sábios e poderosos o bastante para absorver estas esferas.
Os mitos coreanos dizem que, para transformar-se num dragão, um Imoogi (veja abaixo) deve sobreviver por mil anos. Então, uma pérola cairá do céu. Se o Imoogi a pegar com a sua boca, se transformará em um dragão, mas, se falhar, terá de esperar outros mil anos.

## Imoogi
Existe uma criatura mitológica coreana conhecida como um Imugi ou Imoogi, criaturas que assemelham-se a grandes serpentes, que segundo algumas versões seriam consideradas malditas e assim são incapazes de transformarem-se em dragões. Existem outras versões que dizem que um Imugi é um "protodragão" que devia sobreviver mil anos a fim de se transformar em um dragão verdadeiro. Em outras versões, seriam grandes, benevolentes, criaturas que vivem na água ou nas cavernas, associadas com a boa sorte.

## Cocatrice coreano
O cocatrice coreano é conhecido como gye-ryong (계룡/鷄龍), que significa literalmente galinha-dragão. Não aparecem tão frequentemente quanto os dragões. São vistos às vezes como bestas puxando figuras lendárias importantes ou como os pais de heróis lendários. Existe uma lenda que diz que a princesa do reino de Silla, nasceu de um ovo do cocatrice.